# Etiópia–Dzsibuti-vasútvonal
Az Etiópia–Dzsibuti-vasútvonal egy 1000 mm nyomtávolságú, nem villamosított vasútvonal Etiópia és Dzsibuti között. A 784 km hosszú vonal nagy része Etiópiához tartozik és csak kb. 100 km Dzsibutihoz. Ez a szakasz egyben Dzsibuti egyetlen vasútvonala.